# Harry de Lange
Hendrik Martinus (Harry) de Lange (Vlaardingen, 2 maart 1919 - Den Haag, 27 september 2001) was een Nederlands econoom.

## Levensloop
Harry de Lange studeerde aan de Nederlandse Economische Hogeschool van Rotterdam. Na zijn studie werkte hij van 1945 tot 1964 bij het Centraal Planbureau, het instituut waarvan zijn leermeester Jan Tinbergen tot 1955 directeur was. De Lange publiceerde onder meer over de verhouding tussen arme en rijke landen. In 1966 promoveerde hij op een proefschrift over de economische politiek na de Tweede Wereldoorlog in Nederland. Hij was van 1964 tot 1969 directeur van het Universitair Instituut Vormingswerk Bedrijfsleven en van 1969 tot 1981 directeur van het Interuniversitair Instituut Normen en Waarden in de Samenleving. Hij was de oprichter van het Multidisciplinair Centrum voor Kerk en Samenleving. Van 1981 tot 1984 was De Lange hoogleraar Toegepaste Sociale Ethiek aan de Rijksuniversiteit Utrecht.

## Kerk en samenleving
De Lange was, als actief lid van de Remonstrantse gemeente van Den Haag, zeer betrokken bij de oecumenische beweging. Met Willem Visser 't Hooft werkte hij vanaf de oprichting in 1948 samen binnen de Wereldraad van Kerken. In Nederland was hij gedurende veel jaren actief voor de sectie sociale vragen van de Raad van Kerken. Samen met mensen als Willem Banning behoorde hij tot de doorbraakbeweging. Hij adviseerde de Partij van de Arbeid op sociaal-economisch en sociaal-ethisch terrein.
De Lange was een van de oprichters van de Oecumenische Haagse School voor Maatschappelijk Werk, de latere Haagse Sociale Academie. Hij verzorgde de lessen economie aan deze opleiding. Samen met de toenmalige directeur van de academie P. Roest schreef hij in 1960 Het sociale denken in de oecumene: Plaats en taak van de Haagse Sociale Academie.
Samen met zijn vriend Bob Goudzwaard voerde hij een pleidooi voor de 'economie van het genoeg'. Zij publiceerden in 1986 Genoeg van te veel - genoeg van te weinig, waarin de problematiek van de economische groei versus duurzaamheid behandeld wordt.

## Biografie
- Witte–Rang, Greetje Geen recht de moed te verliezen. Leven en werken van dr. H.M. de Lange (1919-2001), Utrecht, 2008 (proefschrift)[2]